# Canton du Moule
Le canton du Moule est un canton français situé dans le département et région de la Guadeloupe.

## Histoire
- De 1955 à 2015, il y avait deux cantons : canton du Moule-1 et canton du Moule-2

- Un nouveau découpage territorial de la Guadeloupe entre en vigueur à l'occasion des premières élections départementales suivant le décret du 24 février 2014[1]. Les conseillers départementaux sont, à compter de ces élections, élus au scrutin majoritaire binominal mixte. Les électeurs de chaque canton élisent au Conseil départemental, nouvelle appellation du Conseil général, deux membres de sexe différent, qui se présentent en binôme de candidats. Les conseillers départementaux sont élus pour 6 ans au scrutin binominal majoritaire à deux tours, l'accès au second tour nécessitant 12,5 % des inscrits au 1er tour. En outre la totalité des conseillers départementaux est renouvelée. Ce nouveau mode de scrutin nécessite un redécoupage des cantons dont le nombre est divisé par deux avec arrondi à l'unité impaire supérieure si ce nombre n'est pas entier impair, assorti de conditions de seuils minimaux[2]. Dans la Guadeloupe, le nombre de cantons passe ainsi de 40 à 21.

- Le canton du Moule est entièrement inclus dans l'arrondissement de Pointe-à-Pitre. Le bureau centralisateur est situé au Moule.

## Représentation
| Période élective | Période élective | Mandat | Mandat                | Identité                | Nuance | Nuance | Qualité |
| ---------------- | ---------------- | ------ | --------------------- | ----------------------- | ------ | ------ | --- |
| 2015             | 2021             | 2015   | juin 2020 (démission) | Justine Benin           |        | DVG    | Cadre à Pôle emploi Députée MoDem de la 3e circonscription de Guadeloupe (2017-2022) Ancienne conseillère générale du Canton du Moule-2 |
| 2015             | 2021             | 2015   | 2021                  | Daniel Dulac            |        | PS     | Enseignant Conseiller municipal du Moule Ancien conseiller général du Canton du Moule-1 (2011-2015)                                     |
| 2015             | 2021             | 2020   | 2021                  | Gabrielle Louis-Carabin |        | PS     | Maire du Moule depuis 1989 Ancienne députée (2002-2017) Ancienne conseillère générale du canton du Moule-1 (1985-2002 et 2011)          |
| 2021             | 2028             | 2021   | en cours              | Daniel Dulac            |        | PS     | Conseiller sortant |
| 2021             | 2028             | 2021   | en cours              | Gabrielle Louis-Carabin |        | PS     | Conseillère sortante |

### Résultats détaillés

#### Élections de mars 2015
À l'issue du 1er tour des élections départementales de 2015, deux binômes sont en ballottage : Justine Benin et Daniel Dulac (PS, 67,57 %) et Marcelin Chingan et Germaine Guizonne-Lacreole (DVG, 15,55 %). Le taux de participation est de 39,50 % (6 879 votants sur 17 416 inscrits) contre 44,45 % au niveau départemental et 50,17 % au niveau national.
Au second tour, Justine Benin et Daniel Dulac (PS) sont élus avec 76,78 % des suffrages exprimés et un taux de participation de 41,68 % (5 101 voix pour 7 259 votants pour 17 416 inscrits).
Justine Benin est apparentée au groupe MoDem à l'Assemblée nationale.

#### Élections de juin 2021
Le premier tour des élections départementales de 2021 est marqué par un très faible taux de participation (33,26 % au niveau national). Dans le canton du Moule, ce taux de participation est de 29,47 % (5 374 votants sur 18 238 inscrits) contre 30,59 % au niveau départemental. À l'issue de ce premier tour, deux binômes sont en ballottage : Daniel Dulac et Gabrielle Louis-Carabin (DVG, 59,47 %) et Olivier Ramaye et Yvane Rhinan (DVG, 40,53 %).
Le second tour des élections est marqué une nouvelle fois par une abstention massive équivalente au premier tour. Les taux de participation sont de 34,36 % au niveau national, 37,59 % dans le département et 35,06 % dans le canton du Moule. Daniel Dulac et Gabrielle Louis-Carabin (DVG) sont élus avec 61,18 % des suffrages exprimés (3 576 voix pour 6 394 votants et 18 238 inscrits),,.

## Composition
Le canton du Moule comprend une commune entière.
| Nom                              | Code Insee | Intercommunalité        | Superficie (km2) | Population (dernière pop. légale) | Densité (hab./km2) | Modifier                                    |
| -------------------------------- | ---------- | ----------------------- | ---------------- | --------------------------------- | ------------------ | ------------------------------------------- |
| Le Moule (bureau centralisateur) | 97117      | CA du Nord Grande-Terre | 82,84            | 22 924 (2022)                     | 277                | modifier les données · modifier les données |
| Canton du Moule                  | 97111      |                         |                  | 22 924 (2022)                     |                    | modifier les données                        |

## Démographie
En 2022, le canton comptait 22 924 habitants, en évolution de +2,18 % par rapport à 2016 (Guadeloupe : −2,67 %, France hors Mayotte : +2,11 %).
| 2013   | 2018   | 2022   |
| ------ | ------ | ------ |
| 22 456 | 22 315 | 22 924 |